# Gioacchino Bonsignore
Gioacchino Bonsignore (Torino, 26 settembre 1959) è un giornalista italiano che si occupa prevalentemente di filiere agroalimentari, agricoltura e enogastronomia.

## Biografia
Nato da padre e madre siciliani, svolge le scuole secondarie a Venezia e si laurea a Roma, con 110 e lode in Lettere, con una tesi sul poliziesco italiano negli anni '30 e la nascita dei Gialli Mondadori. Si iscrive all'ordine dei giornalisti del Lazio il 26 settembre 1990.
Negli anni '80 cura una serie di programmi in onda sulle reti Fininvest tra i quali Canale5 per Voi, condotto da Rita Dalla Chiesa e Miti, Mode e Rock 'n Roll con Claudio Brachino e Tullio Camiglieri. Lavora per alcuni anni anche nei programmi politici delle reti Fininvest, Parlamento in e Italia Domanda. 
La notte del 16 gennaio 1991 era presente in studio durante la prima diretta di Studio Aperto in cui Emilio Fede dava per primo la notizia dei bombardamenti su Bagdad che diedero il via alla prima guerra del Golfo.
Nel 1998 riceve una menzione speciale al Premio Ilaria Alpi per un'inchiesta in 18 puntate sul volontariato. Conduce dal 1997 al 2013 il TG5 per poi presentare TG5 Puntonotte. Era presente con un suo servizio sul gioco d'azzardo nella prima edizione del TG5 condotta da Enrico Mentana. Ha poi condotto negli anni '90 il TG5 della Notte e la rassegna stampa. Successivamente ha curato per due anni la Rubrica del Consumatore in onda nel TG5 delle 13:00. Ha condotto e curato TG5 Insieme, rubrica del mattino, e condotto gli Speciali del TG5. 
Dal 2002 cura la rubrica culinaria Gusto all'interno del TG5, presso cui è caporedattore, rubrica che l'ha portato a pubblicare alcuni libri sul tema enogastronomico e ricevere molti premi inerenti al tema.

## Pubblicazioni
- Gioacchino Bonsignore, Le migliori ricette di Gusto, Mondadori, 2010
- Gioacchino Bonsignore, Le nuove ricette di «Gusto», Mondadori, 2011
- Gioacchino Bonsignore, Gusto. Le 150 ricette d'Italia, Fivestore, 2012